# Caccodes dominicanus
Caccodes dominicanus es una especie de coleóptero de la familia Cantharidae.

## Distribución geográfica
Habita en la República Dominicana.